# Hexarthrius melchioritis
Hexarthrius melchioritis là một loài bọ cánh cứng trong họ Lucanidae. Loài này được Seguy mô tả khoa học năm 1954.